# The Soundboard Series
The Soundboard Series uživo je box set britanskog hard rock sastava Deep Purple, kojeg 2001. godine, objavljuje diskografska kuća 'Thames Thompson'.
Box set sadrži šest dvostrukih CD-ova, sa šest različitih koncerata. Dva od su njihova rijetka izvedba objavljena na Concerto for Group and Orchestra.

## CD popis pjesama
Sve pjesme napisali su Ian Gillan, Ritchie Blackmore, Roger Glover, Jon Lord i Ian Paice, osim gdje je drugačija naznačeno.

### Melbourne 2001.

#### Disk prvi
1. "Woman from Tokyo" - 6:41
2. "Ted the Mechanic" (Gillan, Steve Morse, Glover, Lord, Paice) - 5:10
3. "Mary Long" - 5:37
4. "Lazy" - 6:01
5. "No One Came" - 5:23
6. "Black Night" - 6:40
7. "Sometimes I Feel Like Screaming" (Gillan, Morse, Glover, Lord, Paice) - 7:21
8. "'69" (Gillan, Morse, Glover, Lord, Paice) - 8:53
9. "Smoke on the Water" - 9:04
10. "Perfect Strangers" (Gillan, Blackmore, Glover) - 8:42

#### Disk drugi
1. "Hey Cisco" (Gillan, Morse, Glover, Lord, Paice)- 6:28
2. "When a Blind Man Cries" - 7:27
3. "Fools" - 10:04
4. "Speed King" - 16:26
5. "Hush" (Joe South) - 5:52
6. "Highway Star" - 7:58

- Snimljeno 9. ožujka u Melbourneu u 'Rod Laver Arena'

### Wollongong 2001.

#### Disk prvi
1. "Woman from Tokyo" - 6:32
2. "Ted the Mechanic" (Gillan, Morse, Glover, Lord, Paice) - 5:04
3. "Mary Long" - 5:20
4. "Lazy" - 6:07
5. "No One Came" - 5:49
6. "Black Night" - 7:23
7. "Sometimes I Feel Like Screaming" (Gillan, Morse, Glover, Lord, Paice) - 7:47
8. "Fools" - 10:28
9. "Perfect Strangers" (Gillan, Blackmore, Glover) - 8:20

#### Disk drugi
1. "Hey Cisco" (Gillan, Morse, Glover, Lord, Paice) - 6:34
2. "When a Blind Man Cries" - 7:44
3. "Smoke on the Water" - 10:24
4. "Speed King" (medley with "Good Times", featuring Jimmy Barnes on vocals) - 15:40
5. "Hush" (South) - 4:24
6. "Highway Star" - 7:36

- Snimljeno 13. ožujka u 'Wollongong Entertainment Centre'

### Newcastle 2001.

#### Disk prvi
1. "Woman From Tokyo" - 6:14
2. "Ted the Mechanic" (Gillan, Morse, Glover, Lord, Paice) - 5:11
3. "Mary Long" - 5:56
4. "Lazy" - 6:03
5. "No One Came" - 5:37
6. "Black Night" - 7:22
7. "Sometimes I Feel Like Screaming" (Gillan, Morse, Glover, Lord, Paice) - 7:27
8. "Fools" - 9:23
9. "Perfect Strangers" - 9:30

#### Disk drugi
1. "Hey Cisco" (Gillan, Morse, Glover, Lord, Paice) - 6:19
2. "When a Blind Man Cries" - 7:26
3. "Smoke on the Water" - 10:20
4. "Speed King" (medley with "Good Times", featuring Jimmy Barnes on vocals) - 16:59
5. "Hush" (South) - 4:18
6. "Highway Star" - 7:24

- Snimljeno 14. ožujka u 'Newcastle Entertainment Centre'

### Hong Kong 2001.

#### Disk prvi
1. "Woman from Tokyo" - 6:29
2. "Ted the Mechanic" (Gillan, Morse, Glover, Lord, Paice) - 4:49
3. "Mary Long" - 5:36
4. "Lazy" - 6:11
5. "No One Came" - 5:57
6. "Black Night" - 8:25
7. "Sometimes I Feel Like Screaming" (Gillan, Morse, Glover, Lord, Paice) - 7:20
8. "Fools" - 11:06
9. "Perfect Strangers" - 10:08

#### Disk drugi
1. "Hey Cisco" (Gillan, Morse, Glover, Lord, Paice) - 6:47
2. "When a Blind Man Cries" - 7:32
3. "Smoke on the Water" - 10:11
4. "Speed King" - 16:14
5. "Hush" (South) - 4:21
6. "Highway Star" - 7:33

- Snimljeno 20. ožujka u 'Hong Kong Coliseum'

### Tokyo 24. ožujka 2001.

#### Disk prvi
1. "Pictured Within" (Lord) - 11:04
2. "Sitting in a Dream" (Glover) - 4:45
3. "Love is All" (Glover, Eddie Hardin) - 4:30
4. "Fever Dreams" (Ronnie James Dio) - 4:18
5. "Rainbow in the Dark" (Dio, Vivian Campbell, Jimmy Bain, Vinny Appice) - 5:57
6. "Watching the Sky" (Gillan, Morse, Glover, Lord, Paice) - 5:27
7. "Sometimes I Feel Like Screaming" (Gillan, Morse, Glover, Lord, Paice)  - 7:20
8. "The Well-Dressed Guitar" (Morse) - 4:07
9. "Wring That Neck" (Blackmore, Nick Simper, Lord, Paice) - 5:09
10. "Fools" - 9:54
11. "Perfect Strangers" (Gillan, Blackmore, Glover) - 6:23

#### Disk drugi
1. "Concerto Movement 1" (Lord) - 20:16
2. "Concerto Movement 2" (Lord) - 18:36
3. "Concerto Movement 3" (Lord) - 14:45
4. "When a Blind Man Cries" - 7:34
5. "Pictures of Home" - 10:06
6. "Smoke on the Water" - 7:04

- Recorded March 24th in Tokyo
- Featuring Ronnie James Dio (vocals) on tracks 2, 3, 4 & 5 (disc one) and track 5 (disc two)

### Tokyo 25. ožujka 2001.

#### Disk prvi
1. "Pictured Within" (Lord) - 11:24
2. "Sitting in a Dream" (Glover) - 4:22
3. "Love is All" (Glover, Hardin) - 4:19
4. "Fever Dreams" (Dio) - 4:52
5. "Rainbow in the Dark" (Dio, Campbell, Bain, Appice) - 5:10
6. "Sometimes I Feel Like Screaming" (Gillan, Morse, Glover, Lord, Paice) - 7:12
7. "The Well-Dressed Guitar" (Morse) - 3:19
8. "Wring That Neck" (Blackmore, Simper, Lord, Paice) - 5:58
9. "When a Blind Man Cries" - 7:42
10. "Fools" - 10:12
11. "Perfect Strangers" (Gillan, Blackmore, Glover) - 6:39

#### Disk drugi
1. "Concerto Movement 1" (Lord) - 19:30
2. "Concerto Movement 2" (Lord) - 19:16
3. "Concerto Movement 3" (Lord) - 14:44
4. "Pictures of Home" - 10:28
5. "Smoke on the Water" - 11:40

- Snimljeno 25. ožujka u Tokyu
- Sadrži Ronnieja Jamesa Dioa (na vokalu) u skladbama 2, 3, 4 & 5 (disk prvi) i skladba 5 (disk drugi)

## Izvođači
- Ian Gillan - vokal
- Steve Morse - gitara
- Roger Glover - bas-gitara
- Jon Lord - klavijature
- Ian Paice - bubnjevi

Glazbeni gosti (Melbourne, Wollongong, Newcastle, Hong Kong)
- Greg Maundrell - truba
- Charles MacInnes - trombon
- Paul Williamson - saksofon
- Billie Stapleton - prateći vokali
- Angie Stapleton - prateći vokali
- Natalie Miller - prateći vokali

Glazbeni gosti (Tokyo)
- New Japan Select Orchestra, dirigent, maestro Paul Mann
- Big Horns Bee horn section

## Vanjske poveznice
- Allmusic.com - Deep Purple - The Soundboard Series